# Walije Gondwe
Walije Gondwe (née en 1936) est une romancière malawite, la première femme dont l'œuvre est publiée au Malawi. Elle publie notamment des romans pour jeunes adultes dans les décennies 1980 et 1990. Elle fonde et dirige Vinjeru, association caritative d'éducation.

## Jeunesse
Elle grandit dans une famille chrétienne pratiquante à Kayiwonanga à Mzimba. Quelques années après avoir quitté l'école, elle commence une formation de secrétaire, obtenant une bourse pour terminer ses études au Royaume-Uni. En raison de problèmes politiques au Malawi, la bourse est invalidée, mais Gondwe reste au Royaume-Uni.

## Œuvre littéraire
Gondwe commence l'écriture en Angleterre. Son livre intitulé Will the African Flowers Bloom, qui devait être publié à Londres dans les années 1970, est abandonné lorsqu'une filiale d'Oxford University Press rencontre des difficultés.
Son livre Love's Dilemma, sa première œuvre publiée, paraît en 1985 dans la série Pacesetters (collection de livres d'auteurs africains) de Macmillan. Depuis lors, elle est qualifiée de première romancière du Malawi ou « l'une des premières femmes écrivains du pays ». Bien que d'autres auteurs aient suivi ses traces, peu de femmes écrivent au Malawi. En 2013, la présidente de l'Union des écrivains du Malawi déclare qu'il y a pénurie d'auteures et que les « seules écrivaines connues dans le pays sont Emily Mkamanga, Walije Gondwe et Janet Karim ». L'un de ses derniers livres, Double Dating, était également son roman à succès et a remporté un prix en 1994.

## Bénévolat
En 1999, elle fonde l'association caritative Vinjeru Education après avoir abandonné l'écriture. L'organisme de bienfaisance recueille des livres et d'autres fournitures scolaires donnés au Royaume-Uni et les distribue au Malawi, en particulier dans les régions les plus reculées. D'après Vinjeru, Gondwe « partage son temps entre le Malawi et le Royaume-Uni ». En 2016, Gondwe a remporté un prix Lifetime Achiever du haut-commissariat du Malawi au Royaume-Uni, qui décerne des prix Achievers aux Malawiens prospères de la diaspora.